# 四月十五日体育场
四月十五日体育场，阿根廷圣菲市的一个多用途体育场。该体育场目前主要用作足球赛事，为阿根廷足球联赛球队圣菲联合的主场所在地。1923年，该体育场建成开放，能容纳22,852名观众。